# Goldene Kamera 1972
Die Verleihung der Goldenen Kamera 1972 fand am 18. Januar 1973 im Verlagshaus der Axel Springer GmbH in Berlin statt. Es war die 8. Verleihung dieser Auszeichnung. Das Publikum wurde durch den Verleger Axel Springer begrüßt. Die Verleihung der Preise und die Moderation übernahm Hans Bluhm, der Chefredakteur der Programmzeitschrift Hörzu (damals noch Hör zu). An der Veranstaltung nahmen etwa 250 Gäste teil. Die Verleihung wurde nicht im Fernsehen übertragen, jedoch erfolgte erstmals eine Zusammenfassung in der ARD, beim ZDF und SFB sowie in der Berliner Abendschau beim Rundfunk Berlin-Brandenburg. Die Leser wählten in der Kategorie Bester Krimiheld ihren Favoriten.

## Preisträger

### Schauspielerin
- Monica Bleibtreu – Der Kommissar: Fluchtwege
- Lilli Palmer – Eine Frau bleibt eine Frau

### Bester Autor
- Hans Hubberten – Peter Alexander serviert Spezialitäten

### Beste Idee
- Harald Hohenacker – Das feuerrote Spielmobil

### Bester Kameramann
- Edward Fendell – Kameramann der 1. Mondlandung

### Bester Krimiheld
- Erik Ode – Der Kommissar (Hör zu-Leserwahl)

### Beste Leitung
- Horst Seifart – Olympia-Weltprogramm

### Beste Moderation
- Reinhard Appel – Journalisten fragen – Politiker antworten

### Bester Produzent
- Günter Handke – Einmal im Leben – Geschichte eines Eigenheims

### Beste Regie
- Dieter Wedel – Einmal im Leben

## Weblink
- Goldene Kamera 1973 – 8. Verleihung